# 城巴B3線
城巴B3線為一條來往屯門碼頭和深圳灣口岸的跨境巴士路線，由城巴營運，而B3A線和B3X線則為由B3線分拆的支線，同樣由城巴營運，分別由山景邨和屯門市中心往返深圳灣口岸。至於B3M線則為B3線的循環支線，循環來往深圳灣口岸及屯門站。

## 簡介及歷史
深圳灣口岸開通前，政府就兩條來往屯門區及元朗區至深圳灣口岸的巴士路線和一條由天水圍北開往深圳灣口岸的專線小巴路線進行招標，而城巴成功投得來往屯門區的路線。在招標時，原本計劃屯門區總站為屯門碼頭，並繞經山景、大興、建生及兆康，但被該區區議員指路線過份迂迴，結果分拆出一條由屯門市中心不停站（2008年8月16日起加停中途站）直達深圳灣口岸的特快路線。B3及B3X線於2007年7月1日18:00配合口岸開通正式投入服務，成為城巴首兩條來往出入境口岸的獨營專利巴士路線，以及城巴首兩條並不服務機場或大嶼山的新界區獨營專利非過海巴士路線。
不過，並非屯門區所有地區均有直達深圳灣口岸的服務，其中屯門西北區的良景邨、寶田邨及屯門東北區的富泰邨，欲要前往深圳灣口岸，必須轉車才可前往，再加上B3過份迂迴，在多名屯門區議員爭取下，運輸署終於批准城巴B3及B3X作出以下重整，並於2008年8月16日起生效：
- B3號線改為來回程取道屯門公路、杯渡路直接往來元朗公路，不再經山景、大興、建生及兆康。
- B3X號線加設中途巴士站，往深圳灣方向加停屯門公路新墟、紅橋巴士站，而往屯門市中心方向，加停屯門公路紅橋及屯興路屯門官立中學巴士站。
- 增闢一條新線B3A，來往山景及深圳灣口岸，途經大興、良景、寶田、建生、兆康及富泰，取代原有B3號線由兆康苑至山景一段的服務，主要方便屯門西北區及東北區居民往來深圳灣過境。由於位於石排頭路的山景巴士總站正在擴建，因此開辦初期以鳴琴路作臨時總站。直至2012年10月15日，B3A線山景邨總站遷往山景邨內的景樂樓，同時微調行車路線[9]。本線是城巴首條服務屯門良景邨及富泰邨一帶的路線。

B3A開辦時的頭車由山景於0645開出，但由於B3分拆前，由屯門碼頭開出的頭車為0600，約0620抵達山景，被居民投訴變相延遲頭車時間，因此開辦後一星期，便提早山景及深圳灣口岸之頭車開出時間，成為少數開辦後不久便作出改動的專利巴士路線之一。
隨著乘客對B3X線的需求日漸殷切，屯門公園巴士站已無法容納大量乘客，以致候車環境惡劣；同時，該路線在屯門市中心已經上滿乘客甚至頂閘，引致新墟及紅橋的乘客久候多時仍未能登車。鑑於屯門站公共運輸交匯處尚有空間，適逢港鐵屯門站上蓋物業「瓏門」基座的大型商場V City於2013年落成開幕，城巴因而建議開辦新路線B3M，以分流B3X線的乘客﹐B3M綫於7月21日投入服務。
2018年2月12日：增設實時抵站時間查詢服務。
2020年2月8日：因應政府就跨境人流實施之防疫管制措施，此系列路線(B3X線除外，會延長尾班車時間)暫停服務至另行通知。
2020年4月3日：因應深圳灣口岸縮短通關時間，B3X線縮短服務時間。
2023年1月8日：配合深港两地恢复正常通关安排，B3X線加強一倍班次至15分鐘一班。B3、B3A及B3M號線仍繼續暫停服務。
2023年2月20日：B3A線恢復服務，祇於星期一至五上學／放學時間兩班班次；同時屯門總站縮短至石排頭路（景麗樓），不再入閘。。
2023年4月1日：
- B3線恢復服務，祇於每日早上至黃昏的班次
- B3A線恢復每日早上至黃昏的班次。

2023年9月6日：B3線試辦星期一至五上課日06:50由深圳灣口岸開出班次，至同月15日。
2023年9月30日：因應B3線恢復正常服務時間，往屯門市中心方向尾班車開出時間恢復正常。
2024年5月13日：B3線往屯門碼頭方向增停皇珠路「龍逸邨」站。
2024年7月28日：B3A線來回方向改經興貴街、欣寶路及紫田路，不經建生邨的一段震寰路。
2024年12月28日：B3M線恢復服務，祇於星期六、日及公眾假期提供服務，以配合深圳地鐵13號線啟用。
2025年5月1日：B3A線試辦由和田邨開往深圳灣口岸之特別班次，直至2025年6月30日。由和田邨開出服務時間為09:55至15:55。

## 爭議
屯門區內大型商場為求增加內地客人流，購物滿一定金額便送出B3X路線城巴免費車票吸引內地客購物，令深圳灣居民蜂擁跨境購物及水貨客問題更趨嚴重。有關注團體在假日點算，一度有數百人排隊輪候巴士，人龍長逾100米。估計3小時內有逾12,000人滿載而歸，乘車返回深圳灣。當中逾1,800人違規攜帶大件及超重行李乘車，涉嫌違反《公共巴士服務規例》，批評城巴職員未有阻止違例水貨客上車，有市民歸咎於附近商場贈送乘車券給旅客，生活很受影響。城巴職員要將有行李及沒行李的乘客分開處理。
巴士公司職員指，為疏導乘客，B3X線班次已加密至兩、三分鐘一班，但都「清唔晒」。城巴回應指車長雖有權拒絕攜帶過大行李的乘客上車，但同時會據實際情況來酌情處理。
城巴表示2014年只有 7% 的乘客是使用乘車券乘搭這條線，認為加密班次及限制行李數目足以疏導人流，未有打算停售乘車券予商場。信和旗下的屯門市廣場表示，會繼續向訪港旅客提供換領過境車票優惠。而新鴻基旗下的V City未有回應傳媒的查詢。被傳媒廣泛報道後，本線向屯門大型購物商場派發乘車券的安排在2015年1月30日取消。
在取消向屯門大型購物商場派發乘車券的安排後，B3系列路線依然有大量水貨客以它們運送水貨，《人口政策關注組》指城巴未有有效制止攜帶超重行李的乘客上車，如果城巴繼續拒絕執行《公共巴士服務規例》的行李法例，運輸署應考慮控告城巴。而水貨客的問題在「一周一行」實施後略有改善。

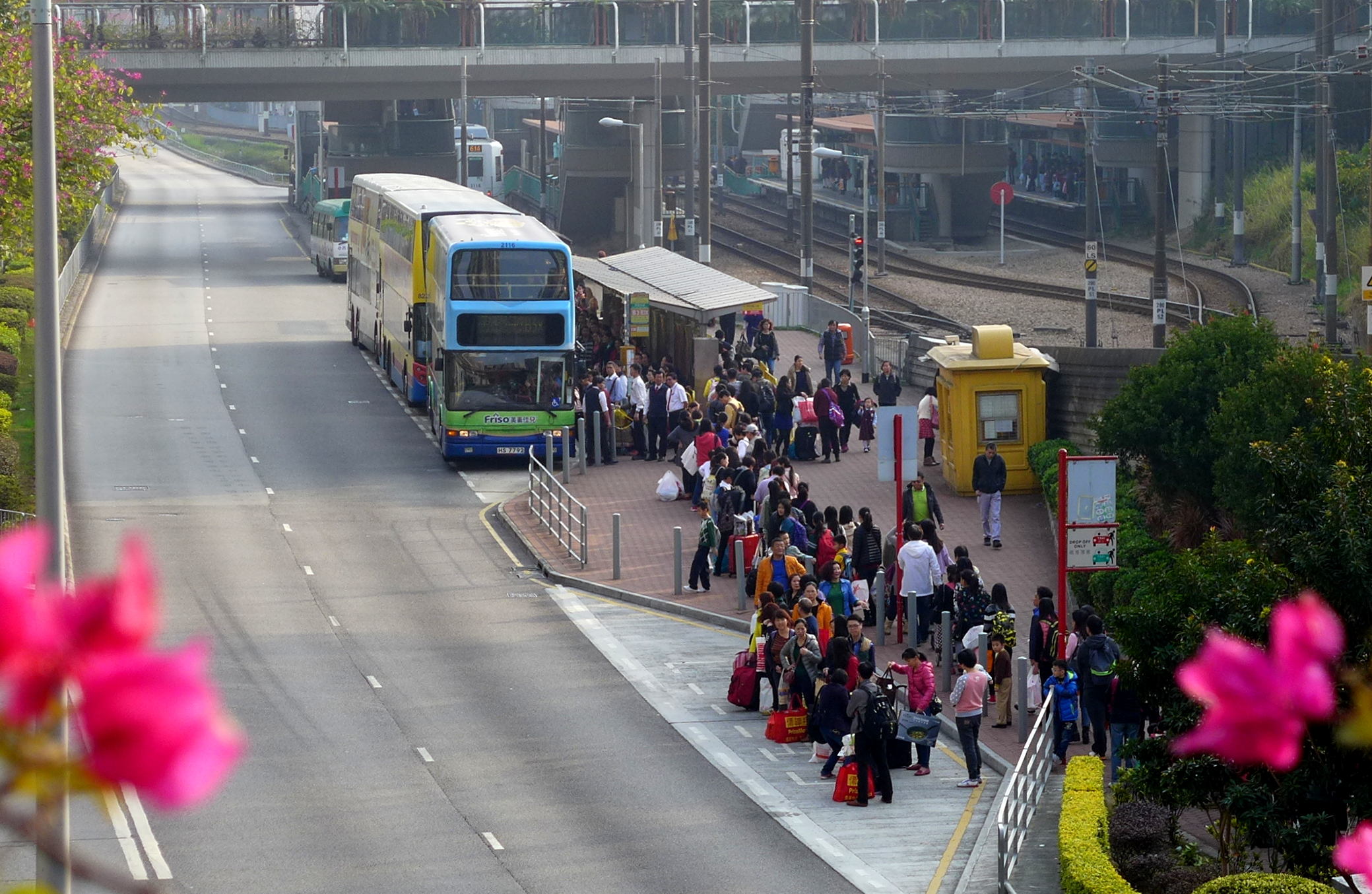
每日下午均有長人龍輪候巴士，並且以內地客為主
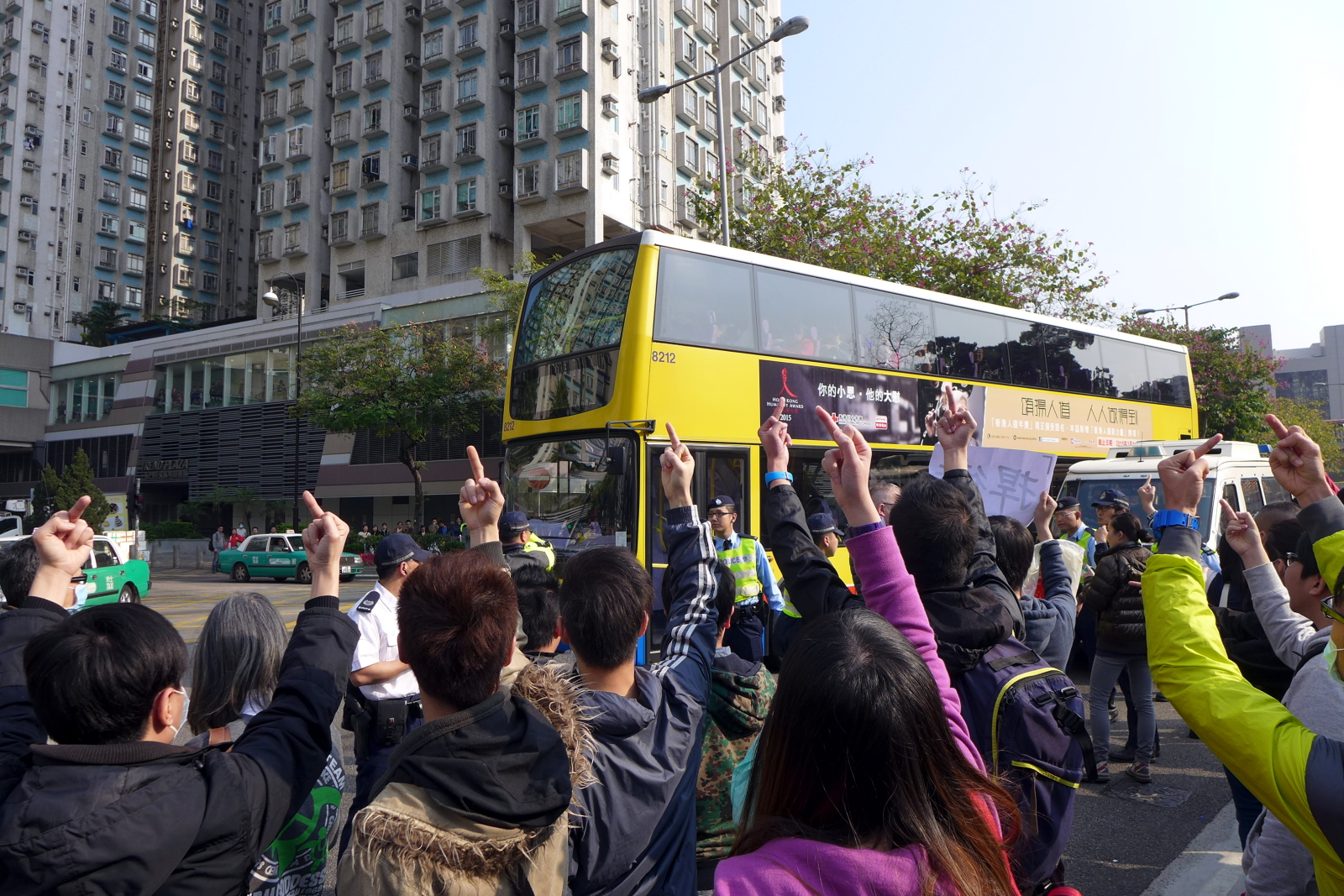
2015年2月8日，光復屯門[30]示威者向城巴B3X線巴士上的中國大陸乘客豎中指。

2022年，有山景邨居民表示擔心一旦深圳灣口岸恢復通關後，總站設於邨内的B3A線會再次惹來閒雜人等入邨，影響居民安寧，並要求城巴將B3A線遷離山景範圍。最後城巴次年宣佈此線恢復有限度服務，同時亦順應居民要求，將總站設於邨外石排頭路近景麗樓。

## 服務時間及班次
B3
| 屯門碼頭開           | 屯門碼頭開   | 屯門碼頭開   | 深圳灣口岸開         | 深圳灣口岸開 | 深圳灣口岸開 |
| 日期                 | 服務時間     | 班次（分鐘） | 日期                 | 服務時間     | 班次（分鐘） |
| -------------------- | ------------ | ------------ | -------------------- | ------------ | ------------ |
| 星期一至五           | 06:10、07:10 | 06:10、07:10 | 星期一至五           | 06:55、07:05 | 06:55、07:05 |
| 星期一至五           | 08:10        | 08:10        | 星期一至五           | 08:05、09:05 | 08:05、09:05 |
| 星期一至五           | 09:00-19:00  | 30           | 星期一至五           | 10:00-20:00  | 30           |
| 星期一至五           | 19:40        | 19:40        | 星期一至五           | 20:00-21:20  | 40           |
| 星期一至五           | 20:40-22:40  | 30           | 星期一至五           | 22:20-23:20  | 20           |
|                      |              |              | 星期一至五           | 23:20-00:20  | 30           |
| 星期六、日及公眾假期 | 06:10-07:10  | 30           | 星期六、日及公眾假期 | 06:55        | 06:55        |
| 星期六、日及公眾假期 | 07:35        | 07:35        | 星期六、日及公眾假期 | 07:30-16:00  | 30           |
| 星期六、日及公眾假期 | 08:00-09:00  | 30           | 星期六、日及公眾假期 | 16:00-23:20  | 20           |
| 星期六、日及公眾假期 | 09:00-12:00  | 20           | 星期六、日及公眾假期 | 23:20-00:20  | 30           |
| 星期六、日及公眾假期 | 12:00-19:00  | 30           |                      |              |              |
| 星期六、日及公眾假期 | 19:40        |              |                      |              |              |
| 星期六、日及公眾假期 | 20:40-22:40  | 30           |                      |              |              |

B3A
| 山景邨開         | 山景邨開    | 山景邨開     | 深圳灣口岸開     | 深圳灣口岸開 | 深圳灣口岸開 |
| 日期             | 服務時間    | 班次（分鐘） | 日期             | 服務時間     | 班次（分鐘） |
| ---------------- | ----------- | ------------ | ---------------- | ------------ | ------------ |
| 星期一至五       | 06:00-07:00 | 60           | 星期一至五       | 06:50、07:15 | 06:50、07:15 |
| 星期一至五       | 08:00       | 08:00        | 星期一至五       | 07:55、08:55 | 07:55、08:55 |
| 星期一至五       | 08:45-18:45 | 30           | 星期一至五       | 09:45-19:45  | 30           |
| 星期一至五       | 19:30       | 19:30        | 星期一至五       | 20:35        | 20:35        |
| 星期一至五       | 20:15-22:15 | 60           | 星期一至五       | 21:35-23:35  | 60           |
| 星期六           | 06:00       | 06:00        | 星期六           | 06:50        | 06:50        |
| 星期六           | 06:45-07:45 | 20           | 星期六           | 07:15-20:15  | 30           |
| 星期六           | 08:05       | 08:05        | 星期六           | 20:15-22:35  | 20           |
| 星期六           | 08:20-12:05 | 15           | 星期六           | 22:35-23:35  | 30           |
| 星期六           | 12:05-13:45 | 20           |                  |              |              |
| 星期六           | 13:45-18:45 | 30           |                  |              |              |
| 星期六           | 19:30       |              |                  |              |              |
| 星期六           | 20:15-22:15 | 60           |                  |              |              |
| 星期日及公眾假期 | 06:00       | 06:00        | 星期日及公眾假期 | 06:50        | 06:50        |
| 星期日及公眾假期 | 06:45-08:05 | 20           | 星期日及公眾假期 | 07:15-16:15  | 30           |
| 星期日及公眾假期 | 08:05-12:05 | 15           | 星期日及公眾假期 | 16:15-19:15  | 20           |
| 星期日及公眾假期 | 12:05-13:45 | 20           | 星期日及公眾假期 | 19:15-22:15  | 15           |
| 星期日及公眾假期 | 13:45-18:45 | 30           | 星期日及公眾假期 | 22:15-23:35  | 20           |
| 星期日及公眾假期 | 19:30       |              |                  |              |              |
| 星期日及公眾假期 | 20:15-22:15 | 60           |                  |              |              |

B3M
| 深圳灣口岸開 星期六、日及公眾假期 | 深圳灣口岸開 星期六、日及公眾假期 | 深圳灣口岸開 星期六、日及公眾假期 | 深圳灣口岸開 星期六、日及公眾假期 | 深圳灣口岸開 星期六、日及公眾假期 | 深圳灣口岸開 星期六、日及公眾假期 | 深圳灣口岸開 星期六、日及公眾假期 |
| --------------------------------- | --------------------------------- | --------------------------------- | --------------------------------- | --------------------------------- | --------------------------------- | --------------------------------- |
| 09:50                             | 10:50                             | 11:50                             | 12:50                             | 13:50                             | 14:50                             |                                   |
| 15:50                             | 16:50                             | 17:50                             | 18:50                             | 19:50                             |                                   |                                   |

B3X
| 屯門市中心開 | 屯門市中心開 | 屯門市中心開 | 深圳灣口岸開         | 深圳灣口岸開 | 深圳灣口岸開 |
| 日期         | 服務時間     | 班次（分鐘） | 日期                 | 服務時間     | 班次（分鐘） |
| ------------ | ------------ | ------------ | -------------------- | ------------ | ------------ |
| 每日         | 06:15-22:00  | 15           | 星期一至五           | 06:45-21:30  | 15           |
| 每日         | 22:00-22:40  | 20           | 星期一至五           | 21:30-22:10  | 20           |
| 每日         | 23:05        | 23:05        | 星期六、日及公眾假期 | 06:45-21:30  | 15           |
|              |              |              | 星期六、日及公眾假期 | 21:30-23:10  | 20           |

- 藍字班次只限上學日服務

為配合口岸的開放時間（06:30－00:00），巴士服務時間或會臨時更改而不作另行通知。
深圳灣口岸（港方口岸區）屬於禁區。乘客必須持有有效的旅遊證件或邊境禁區通行證（俗稱禁區紙），否則會被檢控。
在惡劣天氣下，深圳灣公路大橋會封閉，公共運輸服務亦會因此而停止服務。例子有：
1. 2007年8月10日熱帶風暴帕布越過香港時，B3及B3X尾班車提早至17:00開出

## 收費
全程收費：$16.5
- 深圳灣口岸往欣田邨或之前：$13.6（只適用於B3A線）
- 欣田邨往深圳灣口岸：$13.6（只適用於B3A線）

| - 本線設有12歲以下小童及65歲或以上長者半價優惠。 - 65歲或以上香港居民使用「樂悠咭」，以及12歲以下合資格殘疾兒童使用「殘疾人士身份」個人八達通繳付車資，均可享有每程$2.0或半價（以較低者為準）的票價優惠；12至64歲合資格殘疾人士使用「殘疾人士身份」個人八達通（包括「樂悠咭」），以及60至64歲香港居民使用「樂悠咭」繳付車資，均可享有每程$2.0或全費（以較低者為準）的票價優惠。 - 65歲或以上長者如使用長者或一般個人八達通繳付車資，則只可享有半價優惠；12至64歲合資格殘疾人士如不使用「殘疾人士身份」個人八達通，以及60至64歲人士如不使用「樂悠咭」繳付車資，必須繳付全費。 - 乘客可以現金或八達通於上車時付款，不設找續。 - 每位成人乘客可免費攜帶最多兩名4歲以下而不佔座位的兒童乘客乘車，超額之4歲以下小童必須繳付小童車費乘車。 - 九龍巴士、城巴及龍運巴士全職員工及家屬（不包括外判職員）可免費乘搭本路線，惟必須拍職員或職員家屬八達通。 - 乘客亦可使用AlipayHK「易乘碼」、支付寶、WeChatHK／微信支付「搭車碼」、銀聯雲閃付「乘車碼」及BOC Pay「乘車碼」、具有感應式支付功能的VISA、Mastercard及銀聯卡，以及Apple Pay、Google Pay及Samsung Pay流動支付平台繳付車資。使用此支付方式的乘客可享有中途下車之分段收費，以及與其他城巴獨營路線或聯營線城巴班次之轉乘優惠，惟不適用於與非城巴路線之轉乘優惠。乘客亦不能享有「公共交通費用補貼計劃」及「長者及合資格殘疾人士公共交通票價優惠計劃」。 - 帶斜體字者為雙向分段收費，乘客必須使用八達通或指定交通二維碼繳費，並於下車前再次確認八達通或掃瞄二維碼，方可享有分段收費優惠。 |

### 八達通轉乘優惠
乘客登上B3線後90分鐘內以同一張八達通卡轉乘以下路線，或從以下路線登車後120分鐘內以同一張八達通卡轉乘B3線，次程可獲$1.5折扣優惠：
- B3往屯門碼頭 → 50、55往九龍、50M往和田邨、950、952/952P、955、962/962A/962C/962P/962X往港島
- 50M往屯門站、952、962/962X/X962往屯門 → B3往深圳灣口岸

## 使用車輛
現時本線只使用帶有禁區許可證的亞歷山大丹尼士Enviro 500 MMC 12米及12.8米（6198-6209、6300-6447、6449-6499、6501-6588、6700-6701、8491-8506、8547-8567）雙層空調巴士行走。

## 行車路線
B3
屯門碼頭開經：湖翠路、龍門路、皇珠路、海皇路、海珠路、屯門鄉事會路、海榮路、青山公路—青山灣段、屯興路、屯門鄉事會路、杯渡路、屯門公路、元朗公路及深港西部通道。
深圳灣口岸開經：深港西部通道、元朗公路、屯門公路、杯渡路、屯門鄉事會路、屯興路、青山公路—青山灣段、海榮路、屯門鄉事會路、海珠路、海皇路、皇珠路、龍門路及湖翠路。
B3A
山景邨開經：旺賢街、石排頭路、震寰路、青田路、田景路、鳴琴路、興貴街、欣寶路、紫田路、青麟路、藍地交匯處、青山公路—嶺南段（南行）、屯貴路、青山公路—嶺南段（北行）、藍地交匯處、元朗公路及深港西部通道。
深圳灣口岸開經：深港西部通道、元朗公路、藍地交匯處、青山公路—嶺南段（南行）、屯貴路、青山公路—嶺南段（北行）、藍地交匯處、青麟路、紫田路、欣寶路、興貴街、鳴琴路、田景路、青田路、震寰路、石排頭路。
B3M
經：深港西部通道、元朗公路、屯門公路、杯渡路、青山公路—青山灣段、屯興路、屯門鄉事會路、杯渡路、河傍街、屯門站公共運輸交匯處、河傍街、杯渡路、屯門公路、元朗公路及深港西部通道。
B3X
屯門市中心開經：屯門鄉事會路、杯渡路、屯門公路、元朗公路及深港西部通道。
深圳灣口岸開經：深港西部通道、元朗公路、屯門公路、杯渡路、青山公路—青山灣段、屯興路及屯門鄉事會路。

### 沿線車站
B3
| 屯門碼頭開 | 屯門碼頭開           | 屯門碼頭開               | 深圳灣口岸開 | 深圳灣口岸開 | 深圳灣口岸開             |
| 序號       | 車站名稱             | 位置                     | 序號         | 車站名稱     | 位置                     |
| ---------- | -------------------- | ------------------------ | ------------ | ------------ | ------------------------ |
| 1          | 屯門碼頭             | 屯門碼頭公共運輸交匯處   | 1*           | 深圳灣口岸   | 深圳灣口岸公共運輸交匯處 |
| 2          | 美樂花園             | 湖翠路                   | ^            | 紅橋         | 屯門公路                 |
| 3          | 兆山苑               | 龍門路                   | 2            | 屯門市中心   | 屯門鄉事會路             |
| 4          | 新屯門中心           | 龍門路                   | 3            | 屯門官立中學 | 屯興路                   |
| 5          | 輕鐵龍門站           | 龍門路                   | 4            | 恆順園       | 青山公路－青山灣段       |
| 6          | 豐景園               | 海珠路                   | 5            | 恆豐園       | 青山公路－青山灣段       |
| 7          | 翠寧花園             | 海珠路                   | 6            | 恆福花園     | 海榮路                   |
| 8          | 老鼠洲兒童遊樂場     | 海榮路                   | 7            | 豐景園       | 海珠路                   |
| 9          | 屯門兆麟政府綜合大樓 | 青山公路－青山灣段       | 8            | 龍逸邨       | 皇珠路                   |
| 10         | 青善遊樂場           | 青山公路－青山灣段       | 9            | 富健花園     | 龍門路                   |
| 11         | 置樂花園             | 青山公路－青山灣段       | 10           | 新屯門中心   | 龍門路                   |
| 12         | 屯門官立中學         | 屯興路                   | 11           | 兆山苑       | 龍門路                   |
| 13         | 屯門市中心           | 屯門鄉事會路             | 12           | 蝴蝶邨蝶心樓 | 湖翠路                   |
| 14*        | 深圳灣口岸           | 深圳灣口岸公共運輸交匯處 | 13           | 湖景邨湖碧樓 | 湖翠路                   |
|            |                      |                          | 14           | 兆禧苑       | 湖翠路                   |
| 15         | 屯門碼頭             | 屯門碼頭公共運輸交匯處   |              |              |                          |

- 有 ^ 號之車站祇限22:25後由深圳灣口岸開出的班次停靠

B3A
| 山景邨開 | 山景邨開             | 山景邨開                 | 深圳灣口岸開 | 深圳灣口岸開     | 深圳灣口岸開             |
| 序號     | 車站名稱             | 位置                     | 序號         | 車站名稱         | 位置                     |
| -------- | -------------------- | ------------------------ | ------------ | ---------------- | ------------------------ |
| 1        | 山景邨（景麗樓）     | 石排頭路                 | 1*           | 深圳灣口岸       | 深圳灣口岸公共運輸交匯處 |
| 2        | 中電                 | 石排頭路                 | 2            | 富泰邨           | 青山公路－嶺南段         |
| 3        | 台山商會小學         | 石排頭路                 | 3            | 五柳路           | 青麟路                   |
| 4        | 大興體育館           | 震寰路                   | 4            | 欣田邨           | 青麟路                   |
| 5        | 保良局莊啟程第二小學 | 青田路                   | 5            | 菁田邨           | 欣寶路公共運輸交匯處     |
| 6        | 新圍苑               | 田景路                   | 6            | NOVO LAND        | 欣寶路                   |
| 7        | 兆邦苑               | 田景路                   | 7            | 和田邨           | 興貴街                   |
| 8        | 寶田邨               | 鳴琴路                   | 8            | 盈豐園           | 鳴琴路                   |
| 9        | 和田邨               | 興貴街                   | 9            | 良景邨           | 田景路                   |
| 10       | NOVO LAND            | 欣寶路                   | 10           | 田景邨田裕樓     | 田景路                   |
| 11       | 紫田村               | 欣寶路                   | 11           | 建生邨           | 青田路                   |
| 12       | 欣田邨               | 青麟路                   | 12           | 大興體育館       | 震寰路                   |
| 13       | 五柳路               | 青麟路                   | 13           | 翠林花園         | 石排頭路                 |
| 14       | 富泰邨               | 青山公路－嶺南段         | 14           | 山景邨（景麗樓） | 石排頭路                 |
| 15*      | 深圳灣口岸           | 深圳灣口岸公共運輸交匯處 |              |                  |                          |

B3M
| 深圳灣口岸開                           | 深圳灣口岸開 | 深圳灣口岸開             |
| 序號                                   | 車站名稱     | 位置                     |
| -------------------------------------- | ------------ | ------------------------ |
| 1*                                     | 深圳灣口岸   | 深圳灣口岸公共運輸交匯處 |
| 深圳灣公路大橋、港深西部公路；元朗公路 |              |                          |
| 2                                      | 紅橋         | 屯門公路                 |
| 3                                      | 新墟街市     | 屯門公路                 |
| 4                                      | 屯門市中心   | 屯門鄉事會路             |
| 5                                      | 屯門站       | 屯門站公共運輸交匯處     |
| 6                                      | 新墟街市     | 屯門公路                 |
| 7                                      | 紅橋         | 屯門公路                 |
| 元朗公路；港深西部公路、深圳灣公路大橋 |              |                          |
| 8*                                     | 深圳灣口岸   | 深圳灣口岸公共運輸交匯處 |

B3X
| 屯門市中心開 | 屯門市中心開 | 屯門市中心開             | 深圳灣口岸開 | 深圳灣口岸開 | 深圳灣口岸開             |
| 序號         | 車站名稱     | 位置                     | 序號         | 車站名稱     | 位置                     |
| ------------ | ------------ | ------------------------ | ------------ | ------------ | ------------------------ |
| 1            | 屯門市中心   | 屯門鄉事會路             | 1*           | 深圳灣口岸   | 深圳灣口岸公共運輸交匯處 |
| 2            | 新墟街市     | 屯門公路                 | 2            | 紅橋         | 屯門公路                 |
| 3            | 紅橋         | 屯門公路                 | 3            | 屯門官立中學 | 屯興路                   |
| 4*           | 深圳灣口岸   | 深圳灣口岸公共運輸交匯處 | 4            | 屯門市中心   | 屯門鄉事會路             |

註：
1. 深圳灣口岸公共運輸交匯處（有*號之車站）屬邊境禁區範圍，必須持有邊境禁區通行證或旅遊證件（如「港澳居民來往內地通行證」、護照等）方可進入，否則會被檢控。離境旅客下車後，應盡快進入聯檢大樓辦理離境手續。

## 相關事件
- 2016年4月8日晚上，一名報稱患有腎結石及前列腺炎等疾病的區姓車長準備駕駛一輛亞歷山大丹尼士Enviro 500（8107／ND9337）行走B3線前往深圳灣口岸。由於車長當日21時43分才抵達屯門碼頭巴士總站和需要下車前往海趣坊洗手間如廁，使原定21時45分開出前往深圳灣口岸之班次延遲至21時50分開出。[39]因車長動作緩慢，一名男乘客對此不滿，上車後指摘司機故意拖延開車時間而引怒斥該名車長，男乘客事後向城巴投訴該名車長。涉事車長其後在同年4月20日被資方召見，資方向車長作出嚴厲紀律處分，即時將其解僱而不給予代通知金及任何解僱補償。由於該名男乘客事後於網上上載並發放片段，其他市民觀看片段及了解事件真相後為車長平反，並批評該名男乘客及城巴做法不妥。[40][41][42]事後該名車長透過勞資審裁處向城巴追討解僱賠償，案件在2016年10月5日開始審理。[43]2016年10月26日，勞資審裁處審裁官宣判車長勝訴，城巴須支付申索人代通知金及長期服務金約6萬港元[44][45]。

- 2019年11月13日，凌晨約1時，一輛停泊在屯門時代廣場對面、B3X線屯門市中心總站的亞歷山大丹尼士Enviro 500 MMC（6448／VU9112）車頭位置被人放燃燒彈縱火，消防員接報後需徒步前往救火，當消防開喉時，全車繼而陷入火海。[46][47]。肇事巴士已於2020年4月23日除牌。

- 2025年6月6日傍晚，一部行走B3線往深圳灣的亞歷山大丹尼士Enviro 500 MMC 12米巴士（8493／TM6075）於港深西部公路近廈村秤車場壞車，一部警車接報到場處理。隨後一部行走B3X線，同樣往深圳灣的亞歷山大丹尼士Enviro 500 MMC 12.8米巴士（6569／VF7957）懷疑閃避不及撞向警車車尾，警車再撞向一部綠色的士。一名警員跳橋逃生導致重傷，送往屯門醫院救治，三車另有5男4女受輕傷。涉事的64歲城巴B3X車長則涉嫌「危險駕駛導致他人身體嚴重受傷」被捕[48]。

## 外部連結
- 城巴 B3 線官方資料 （页面存档备份，存于）
- 城巴 B3A 線官方資料 （页面存档备份，存于）
- 城巴 B3M 線官方資料 （页面存档备份，存于）
- 城巴 B3X 線官方資料 （页面存档备份，存于）